# نجارا (أسطورة)
نجارا (بالإنجليزية: Najara)‏ روح في أساطير استراليا تغري الصبية الصغار لترك القبيلة، وتجعلهم ينسون لغتهم. وكان نجارا أحد أفراد قبيلة دجون، وذات يوم ذهب ليصطاد الامو Emu (النعامة الأسترالية). وجلس تحت شجرة نخيل فرأى كلابا برية قادمة نحوه وهی تشم الأرض، هجمت عليه وقتلته ومزقت جسده أشلاءً. ووجد إله القمر دیرت، جثة نجارا فقام بدفنها.

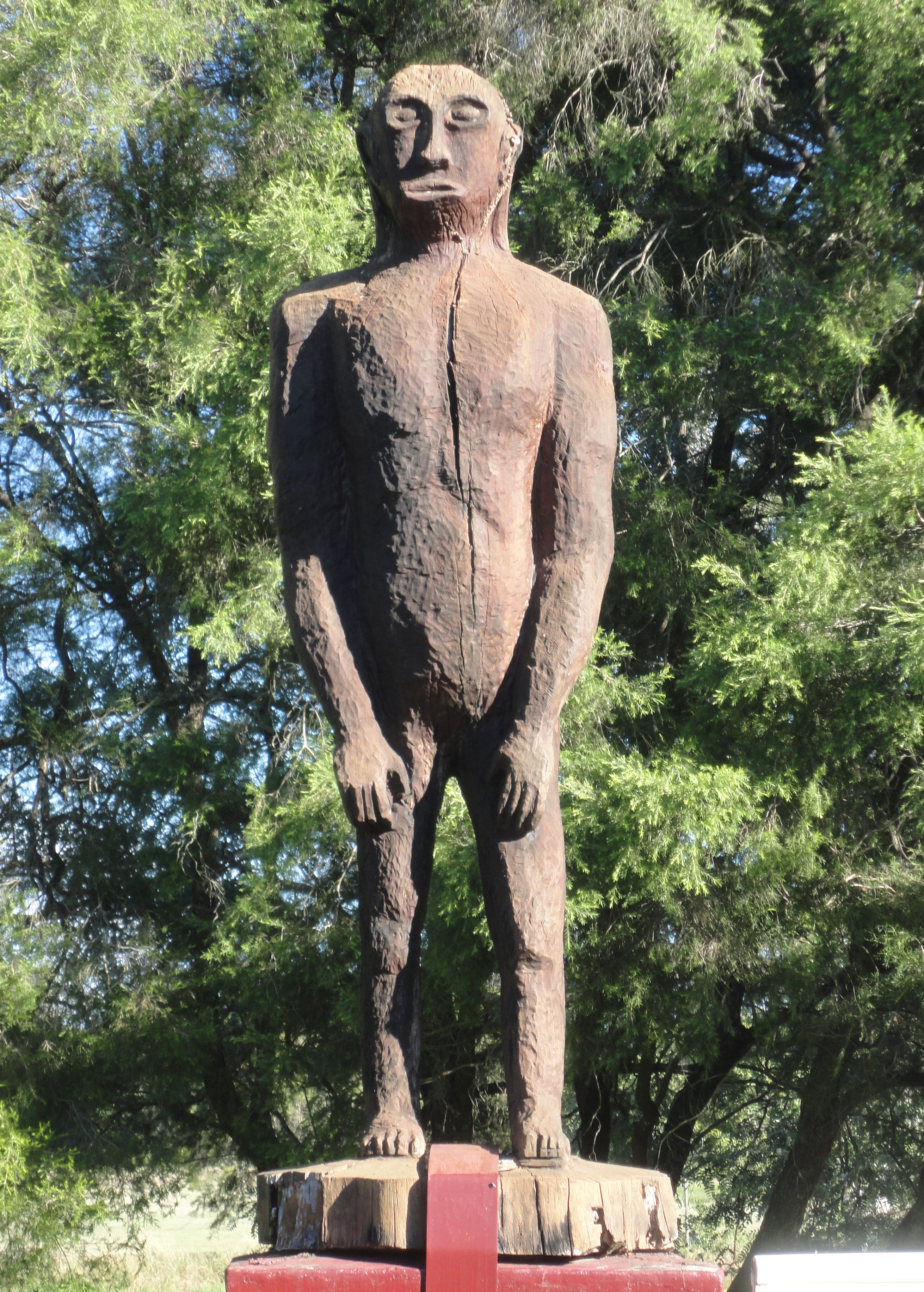
تمثال لياوي في استراليا

وبعد ثلاثة أيام عاد نجارا إلى الحياة، ونهض من قبره، فساله دیرت، کیف استطاع أن يفعل ذلك؟ فأجاب نجارا: إن إله القمر لم يكن بحاجة إلى «مهارته وحذقه» وكان نجار يعرف أيضا أنه كان لديرت سر العودة من الموت .
وسار نجارا في الصحراء، وعندما التقى بصبي من قبيلته صفَّر له. فأتی الصبي في الحال، وعاش الاثنان معا عدة أشهر. لكنهما عندما اقتربا ذات يوم من أعضاء القبيلة الآخرين فر الصبي إليهم. أما نجارا فقد اختفى فجأة، ولم يعد يره أحد أبدا. ومنذ ذلك اليوم والناس يعتقدون أن روح نجارا عندما يُصفر في الحشائش فإن ذلك يعني غواية أي صبی يستجيب لندائه فينسى أهله ولغته.